# Kredyt denominowany
Kredyt denominowany – kredyt złotowy, w którym saldo kredytu określa się w umowie kredytu w walucie obcej, jako równowartość kwoty kredytu wyrażonej w polskich złotych, po jej przeliczeniu na walutę obcą. Dla zachowania prawidłowej konstrukcji umowy kredytu denominowanego, w tym jej zgodności z przepisami prawa bankowego w zakresie elementów koniecznych umowy kredytu wymaga się, aby umowa kredytu wskazywała konkretne wartości kursów walut obcych, po których jest przeliczane saldo kredytu oraz poszczególne raty kapitałowo-odsetkowe. Brak precyzyjnego określenia kursu przeliczeniowego, ze względu na swoją zmienność, może prowadzić do wypłaty kredytobiorcy kwoty kredytu odmiennej od zawnioskowanych środków.

## Przykład
Kredyt na kwotę 80 000 PLN denominowany w euro. Zakładając, że w dniu podpisania umowy kurs kupna przez bank wynosi 4,00 PLN/EUR, a kurs sprzedaży 4,10 PLN/EUR, kwota kredytu wymieniona w umowie to 20 000 EUR (po kursie kupna), a rata 200 – EUR. Rata w dniu uruchomienia wynosi 820 PLN (po kursie sprzedaży), a spłata całości w tym dniu to 82 000 PLN.
Jeśli kwota kredytu to 80 000 PLN (po denominacji 20 000 EUR) i jest on wypłacany w transzach, to może się zdarzyć, że te różnice w wysokości wypłaconych środków będą bardziej wyraźne (wahania kursu walutowego w dłuższym czasie).